# Présidence polonaise du Conseil de l'Union européenne en 2011
Présidence hongroise du Conseil de l'Union européenne en 2011 Présidence danoise du Conseil de l'Union européenne en 2012
La présidence polonaise du Conseil de l'Union européenne en 2011 désigne la première présidence du Conseil de l'Union européenne effectuée par la Pologne depuis son entrée dans l'Union européenne en 2004. 
Elle fait suite à la présidence hongroise de 2011 et précède celle de la présidence danoise du Conseil de l'Union européenne à partir du 1er janvier 2012.

## Programme

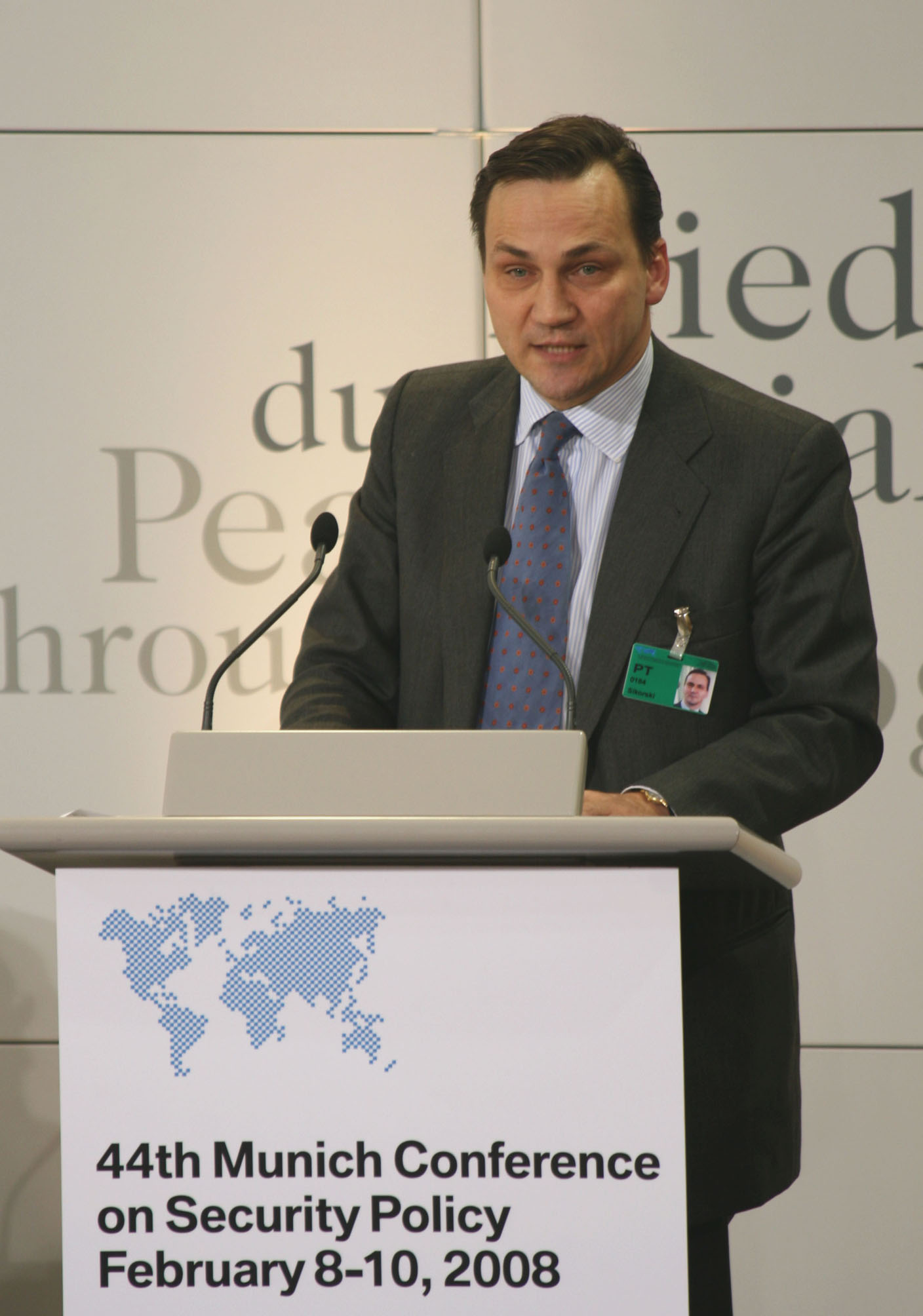
Radosław Sikorski, président du Conseil de l'Union européenne au 2e semestre 2011.

### Marché unique
La Présidence polonaise de l'Union européenne s'est donnée notamment deux priorités : renforcer l'intégration européenne comme source de croissance et reconstruire la confiance des citoyens dans l'Union européenne. Elle a organisé dans ce cadre le Premier forum du marché unique qui s'est tenu les 3 et 4 octobre 2011. À la suite de ce colloque qui a réuni près d'un millier de participants, la Déclaration de Cracovie a été publiée pour définir les axes directeurs de la politique du marché unique. Parmi ces axes, les huit suivants méritent d'être soulignés :
1. Prendre acte des possibilités de croissance du marché unique
2. Réduire l'écart entre ce que les citoyens attendent du marché unique et ce qu'ils en retirent en pratique
3. Assurer que l'application de la législation européenne soit prise au sérieux dans toute l'Union
4. Mettre en œuvre les moyens nécessaires pour que la législation européenne soit toujours convenablement transposée et/ou appliquée
5. Permettre aux citoyens de s'approprier le marché unique et de prendre part à sa construction
6. Garantir aux citoyens européens que leurs avis seront entendus et pris en compte
7. Mieux intégrer les médias sociaux pour intégrer la société civile
8. Mettre l'accent sur la mise en œuvre, l'implémentation et le contrôle de l'application des règles du marché unique.

Les communiqués publiés par le Conseil économique et social et par la Commission européenne ont repris l'essentiel des conclusions de ce Premier forum du marché unique.

### Réforme de l'Union monétaire européenne
Parmi les problèmes auxquels doit faire face la présidence polonaise se trouvent notamment la réforme de l'union économique et monétaire de l'Union européenne et l'introduction de la société privée européenne. Le Conseil européen qui s'est tenu dans la première moitié de l'année 2011 a approuvé plusieurs réformes dont le mécanisme européen de stabilité.
Par ailleurs, le « Six-Pack », un paquet législatif visant à améliorer la coordination des politiques économiques, a fait l'objet de discussions. Certains points étaient encore l'objet de discordes, cependant le Parlement eu le vote final. Le désaccord portait notamment sur la question de savoir si les sanctions de la violation du pacte de stabilité et de croissance devaient être automatiques, comme le demandait la Commission et le Parlement, ou survenir après une décision préalable du Conseil (selon le souhait des gouvernements français et allemand). Au sein du Parlement, le désaccord portait sur le fait de savoir si les mesures envisagées devaient être utilisés pour réduire les déficits publics (ce qui correspond à la position du PPE et l'ADLE) ou pour promouvoir de la croissance (selon le souhait de S&D). Dans le cas où le Six-Pack était adopté, la commissaire aux Affaires économiques et monétaires Olli Rehn a également indiqué qu'elles souhaitent soumettre des propositions visant à introduire des euro-obligations.

### Cadre financier pluriannuel 2014-2020
Le budget de l'Union européenne faisait également partie du programme de la présidence polonaise. En plus du budget annuel 2012, la Commission européenne avait fait, avant le début de la présidence polonaise, une proposition de cadre pluriannuel 2014-2020.
Dès 2010, le Royaume-Uni et d'autres États ont proposé de geler le budget de l'UE à partir de 2013 et de réduire les fonds structurels européens dont bénéficient principalement les pays d'Europe centrale et orientale. La Pologne a annoncé qu'elle souhaitait défendre la solidarité au sein de l'Union européenne. En outre, selon la Pologne, le budget de l'Union doit être utilisé pour stimuler la croissance économique dans l'UE.

### Politique énergétique
La politique énergétique de l'Union européenne fait partie des éléments au programme de la présidence polonaise. Lors de la présidence, les centrales nucléaires faisaient l'objet à l'échelle européenne d'un stress test qui avait commencé en juin, sous la présidence hongroise.
Les objectifs polonais étaient aussi de rendre uniforme la politique énergétique extérieure des États membres de l'Union. En cela, la présidence polonaise souhaitait que les négociations avec des pays telle que la Russie, duquel sont importés des ressources énergétiques, soient menées principalement par le Commissaire à l'Énergie Günther Oettinger et non par les États membres. La Pologne vise en particulier une plus grande indépendance vis-à-vis des importations d'énergie en provenance de Russie.

### Politique d'immigration et Accord de Schengen
Les discussions concernant l'espace Schengen ont aussi fait partie du programme de la présidence. À la suite du printemps arabe et des craintes quant à l'arrivée de réfugiés vers l'Union, le Conseil européen a invité la Commission en juin 2011 à lancer un projet de proposition de révision de l'accord. Les discussions portaient notamment sur la création d'un nouvel organe européen qui devrait, le cas échéant, approuver la réintroduction temporaire des contrôles aux frontières. Cela donnerait à ses réintroductions temporaires une base juridique claire et réduirait les possibilités de décisions prises unilatéralement. Cependant, la nomination et la composition de ce comité n'était pas clairement déterminé car les ministres de l'intérieur défendent une politique de l'immigration plus restrictive tandis que le Parlement européen défend le principe de libre circulation des voyageurs issus des États membres de l'Union.
Au début du mois de juillet le Folketing a également adopté la réintroduction des contrôles à la frontière. Cette mesure a été critiquée par les États voisins comme l'Allemagne, mais aussi par le Parlement européen et de la présidence polonaise. La Commissaire aux Affaires intérieures Cecilia Malmström écrivit sur son blog en mai 2011 que la mesure danoise pourrait être une violation  du droit de l'Union européenne. En juillet 2011, elle déclara : « Nous sommes en train d'évaluer toutes les informations fournies par le Danemark au sujet de leurs plans visant à renforcer les contrôles douaniers aux frontières. Mais la décision finale, qui déterminera si les normes danoises sont en accord avec le droit communautaire, dépendra aussi de la façon dont elles sont mises en pratique. C'est pourquoi, en accord avec les autorités danoises, j'ai décidé aujourd'hui d'envoyer des experts de la Commission au Danemark demain [sic] afin d'évaluer la manière dont les mesures ont été mises en œuvre ». Plus tard au mois de juillet 2011, Cecilia Malmström a exprimé sa préoccupation sur le fait que la mission des experts n'a pas donné les précisions recherchées.

### Élargissement et politique de voisinage
La priorité de la présidence polonaise est le renforcement du Partenariat oriental à destination des anciennes républiques soviétiques d'Europe et du Caucase, et en particulier l'Ukraine. La Pologne soutient tous les élargissements, tant vers l'Islande que la Turquie. Le traité d'adhésion de la Croatie à l'Union européenne a été signé sous la présidence polonaise à Varsovie le 9 décembre 2011.

### Politique de sécurité et défense
La politique de sécurité et de défense faisait partie de l'ordre du jour de la présidence. Les discussions devaient portée sur une extension des groupements tactiques de l'Union européenne et un quartier général militaire conjoint.

### Réforme de la loi électorale européenne
Le 19 avril 2011, le Parlement a fait une proposition visant à réformer le système électoral européen en introduisant des listes électorales transnationales. Une telle réforme nécessiterait des changements dans les traités de l'Union.

## Identité visuelle
La précédente présidence en trio comprenant l'Espagne, la Belgique et la Hongrie ont utilisé un logo commun contrairement à la Pologne, qui préside avec le Danemark et Chypre. Le logo de la Présidence polonaise est inspiré du drapeau figure du syndicat Solidarność, ayant lancé la Pologne à la chute du régime communiste dans les années 1980.